# Richelieu (district électoral du Canada-Uni)
Pour les articles homonymes, voir Richelieu.
Circonscription électorale provinciale du Canada
Richelieu est un district électoral de l'Assemblée législative de la province du Canada.

## Liste des députés
| Années | Années      | Député                   | Affiliation                     |
| ------ | ----------- | ------------------------ | ------------------------------- |
|        | 1841 - 1844 | Denis-Benjamin Viger     | Canadien-français antiunioniste |
|        | 1844 - 1848 | Wolfred Nelson           | Canadien-français               |
|        | 1848 - 1851 | Wolfred Nelson           | Canadien-français               |
|        | 1851 - 1854 | Antoine-Némèse Gouin     | Réformiste                      |
|        | 1854 - 1858 | Jean-Baptiste Guévremont | Modéré                          |
|        | 1858 - 1861 | Jacques-Félix Sincennes  | Bleu                            |
|        | 1861 - 1863 | Joseph Beaudreau         | Bleu                            |
|        | 1863 - 1867 | Joseph-Xavier Perrault   | Rouge                           |